# Джордж Робертсон
Джордж Айлей МакНіл Робертсон, лорд Порт-Елленський, англ. George Islay MacNeill Robertson, Baron Robertson of Port Ellen; нар. 12 квітня 1946, Порт-Еллен, Аргайл-і-Б'ют, Шотландія, Велика Британія) — британський політик, 10-й генеральний секретар НАТО, голова Ради НАТО (жовтень 1999 — грудень 2003), міністр оборони Сполученого Королівства в 1997—1999.

## Життєпис
Народився в 1946 в Західній Шотландії. Його батько і брат — поліцейські. У 15 років став членом лейбористської партії. У армії не служив. Закінчив шотландський університет св. Андрія в 1968 (вивчав економіку), здобув ступінь магістра мистецтв. В університеті за часів війни у В'єтнамі майбутній глава НАТО організовував сидячі страйки протесту і, за власним визнанням, був радикалом.
Після закінчення університету повернувся на рідний острів Айлей і став керувати місцевою профспілкою робітників винокурень.

## Кар'єра
У 1978, після смерті в Лондоні депутата палати громад від округу Гамільтон, були оголошені додаткові вибори, в ході яких лідери шотландських лейбористів висунули профспілкового діяча Джорджа Робертсона.
Керівництво партії вважало його відмінним членом парламенту — далеким від інтриг, скромним і добросовісним, і відділення партії в Гамільтоні незмінно висувало його кандидатом. Це гарантувало йому переобрання в палату громад. Ім'я Робертсона добре знали в парламенті і в штаб-квартирах лівоцентристських партій за межами Британії.
З 1979 Джордж Робертсон — особистий парламентський секретар міністра соціального обслуговування. З 1982 по 1993 — заступник спікера опозиції в закордонних справах Співдружності, головний спікер у європейських справах. У 1992 році тодішній прем'єр Джон Мейджор призначив Робертсона головою «Вестмінстерського фонду за демократію». Фонд надавав підтримку країнам з колишнього східного блоку у встановленні і зміцненні демократії.
При складанні в 1993 тодішнім лідером лейбористів Джоном Смітом тіньового кабінету Джордж Робертсон зайняв пост міністра у справах Шотландії.
Після загальних виборів у Великій Британії в травні 1997 призначений міністром оборони.
З самого початку роботи як міністр оборони Робертсон став проводити ідею Тоні Блера про створення європейських сил безпеки, які за необхідності могли б брати участь в регіональних операціях, не удаючись до допомоги США. Це стало одним з основних напрямів військової реформи, яку лейбористи пообіцяли британцям у своїй передвиборній програмі. Запропонована їм військова реформа була схвалена. Під час косовської кризи Робертсон виступив послідовним прихильником військової операції проти Слободана Мілошевіча.

## Генсек НАТО
На посаду генерального секретаря НАТО вступив 14 жовтня 1999. Його кандидатура на посаду генерального секретаря НАТО і голови Ради НАТО схвалена 2 серпня 1999 на неформальній зустрічі в Брюсселі представниками 19 країн — членів НАТО.
У своєму першому інтерв'ю як генеральний секретар НАТО Джордж Робертсон заявив, що його пріоритетами стануть реорганізація самого альянсу, налагодження хороших відносин з Росією і посилення атлантичного партнерства з США: «Холодна війна, яка послужила підставою для створення альянсу, давно закінчилася. Необхідно знайти для НАТО нову роль в Європі і у світі. Головне для НАТО сьогодні — це «формально і за духом» зближуватися з Європейським союзом. Необхідно реорганізувати систему співпраці в питаннях озброєння в Європі».
Також заявив таке: «Мене обрали тому, що, будучи міністром оборони Великої Британії, я накопичив достатній досвід. Ще у мене є уміння говорити прямо, здоровий глузд і достатньо упертості, щоб потрапити туди, де, на мою думку, мені слід бути».